# Santuário de Ártemis Braurônia

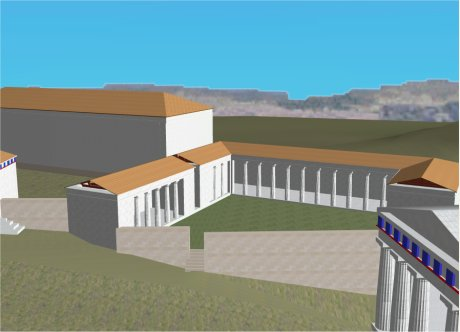
Reconstrução em 3D do santuário

Santuário de Ártemis ou Artemisa Braurônia, às vezes designado Braurônio (Brauroneion), foi o santuário à Ártemis Braurônia na Acrópole de Atenas, localizado no canto sudoeste do platô da Acrópole, entre a Calcoteca e o Propileu na Grécia. Foi originalmente dedicado durante o reinado de Pisístrato. Ártemis Braurônia, protetora das mulheres na gravidez e no parto, tinha seu principal santuário em Brauro, um demo na costa leste da Ática.
O santuário da Acrópole tinha uma forma trapezoidal incomum e não continha um templo formal. Em vez disso, um pórtico servia para essa função. Ele mediu cerca de 38 por 6,8 m e estava em frente ao muro sul da Acrópole. Em seus cantos, havia duas asas laterais, cada uma com cerca de 9,3 m de comprimento, a oeste voltada para o leste e vice-versa. Ao norte da ala leste, havia uma outra curta distância do oeste. Toda a parte ocidental do santuário, agora perdida, estava nos restos do muro de uma fortificação micênica. Tudo o que resta do leste são fundamentos para paredes, cortes na rocha, bem como alguns poucos membros arquitetônicos de pedra calcária.